# Fabrizio Tabaton
Fabrizio Tabaton (1955. május 16. –) olasz autóversenyző, pályafutása során kétszer nyerte meg az európai ralibajnokságot.

## Pályafutása
1979 és 1987 között hét világbajnoki futamon vett részt, dobogóra egy alkalommal sem sikerült felállnia, de öt szakaszgyőzelmet és tizennyolc pontot szerzett ez idő alatt. Részt vett továbbá az 1999-es Monte Carlo-ralin egy Toyota Corolla WRC-vel, ezt a versenyt azonban nem sikerült befejeznie.
1986-ban és 1988-ban megnyerte az európai ralibajnokságot.

## Külső hivatkozások
- Profilja a rallybase.nl honlapon